# Гамм
Гамм (нім. Hamm) — місто земельного підпорядкування на заході Німеччини, у федеральній землі Північний Рейн — Вестфалія. Населення 183,3 тис. чол. (2007).

## Адміністративний поділ
Місто складається з семи районів — Центр, Унтроп, Рінерн, Пелкум, Геррінген, Бокум-Гефель і Гессен. Кожен район представлений районними представництвами з 19 делегатами, які обираються жителями на комунальних виборах.
Для статистики райони міста поділені на так звані «статистичні райони», а ті в свою чергу поділені на «блоки будівель». «Статистичні райони» позначені двохзначними числами і мають спеціальні назви.

## Історія міста
Назва міста Гамм походить від слова «кут» на нижньонімецькому діалекті, яким розмовляли в ті часи. Назва походить від опису розташування міста в кутку річки Ліппе де воно було засновано в березні 1226 року.

### Коротка історична довідка
- 1350 — чорна смерть забрала життя практично всього населення. Вижило тільки 7 сімей.
- 1469 — Гамм став членом Ганзейського союзу. Місто було одним із найрозвинутішим в регіоні.
- 1618—1648 — під час Тридцятирічної війни Гамм був узятий кілька разів різними збройними силами, йому довелося пережити часту зміну гарнізонів. Майже всі будівлі були зруйновані крім церкви Св. Георга і церкви Санкт-Агнесю.
- 1657 — створення Gynasium illustre (згодом гімназії Hammonense) з трьома факультетами (теології, юриспруденції та філософії).
- 1753 — створення районного суду (суд землі).
- 1769 — створений пивоварний завод «Isenbeck».
- 1841 — перший паровоз зупиняється на залізничній станції «Гамм».
- 1938 — автомагістраль А2 досягає міста.
- 1939—1945 — 55 повітряних нападів на місто знищили 60 % старого міста залишивши лише кілька історичних будівель.
- 1956 — заснований спортивний аеродром на луках річки Ліппе.
- 1965 — автомагістраль А1 досягає міста.
- з 1976 року закривається ряд вугільних шахт.

## Видатні мешканці
- Людвіг Бірман (1907—1986) — німецький астроном, член Баварської АН.
- Ютта Вебер (1954) — німецька плавчиня. Призерка Олімпійських Ігор.
- Карл-Фрідріх Волланке (1884—1968) — німецький офіцер, контрадмірал крігсмаріне.
- Майк Ганке (1983) — німецький футболіст, що грав на позиції нападника, у тому числі за національну збірну Німеччини.
- Герд Буцеріус (1906—1995) — німецький політик, видавець та журналіст, один із засновників газети Die Zeit.
- Фрідріх Гірцебрух (1927—2012) — німецький математик, який працював у галузі топології, комплексних многовидів та алгебраїчної геометрії. Його характеризують як «найвизначнішого математика Німеччини післявоєнного періоду».
- Горст Грубеш (1951) — колишній німецький футболіст, що грав на позиції нападника. По завершенні ігрової кар'єри — футбольний тренер. Відомий, зокрема, виступами за «Гамбург» та збірну Німеччини.

## Міста побратими
Гамм є містом побратимом таких міст:
| Країна          | Місто           | З якої дати |
| --------------- | --------------- | ----------- |
| Франція         | Neufchâteau     | 1967 року   |
| США             | Санта-Моніка    | 1969 року   |
| Велика Британія | Шіплей          | 1976 року   |
| США             | Чаттануга       | 1977 року   |
| Мексика         | Масатлан        | 1978 року   |
| Франція         | Туль            | 1987 року   |
| Німеччина       | Ораніенбург     | 1990 року   |
| Польща          | Каліш           | 1991 року   |
| Туреччина       | Афьон-Карахісар | 2006 року   |